# لي روبنسون (لاعب اتحاد الرغبي)
لي روبنسون (بالإنجليزية: Lee Robinson)‏ هو لاعب اتحاد الرغبي بريطاني، ولد في 30 ديسمبر 1980 في إنجلترا في المملكة المتحدة.